# Acachmena oenocrossa
Acachmena oenocrossa is een vlinder uit de familie van de visstaartjes (Nolidae). De wetenschappelijke namen van de soort en van het geslacht Acachmena werden in 1908 gepubliceerd door de Australische arts en amateur-entomoloog Alfred Jefferis Turner. Het type werd aangetroffen in Kuranda in het noorden van Queensland in Australië. Het epitheton is volgens Turner afgeleid van het Griekse oinokrossos, "met wijnachtige rand". Acachmena komt van ἀκαχμένος, akachmenos, "scherp" (met betrekking tot het borststuk).